# Lečenje teške akutne respiratorne infekcije kod obolelih od kovida 19
Lečenje teške akutne respiratorne infekcije kod obolelih od kovida 19 spada u grupu urgentnih stanja zbog smanjenja nivoa kiseonika u krvi često praćenog teškim kliničkim tokom, sa teškim neurološkim poremećajima, komom,  komplikovanim sindromom akutnog respiratornog distresa (akronim ARDS), sepsom i septičkim šokom, multiorganskom disfunkcijom, uključujući akutnu povredu bubrega i oštećenje srca. Kako se kod ovih bolesnika uvek ne očekuje oporavak uprkos primenjenoj mehaničkoj ventilaciji (respiratora), oni zahtevaju drugu suportivnu terapiju i negu koja se sprovodi u jedinicama intenzivnog lečenja.  Kao faktori rizika za moguću smrt u ovom stanju navode se stariji uzrast i komorbidna bolest.
Trenutno se kliničko lečenje bolesnika sa kovidom 19 (енг. COVID-19 од Coronavirus disease 2019) i drugim virusnim infekcijama, uključujući SARS i MERS, kao i sepsu i ARDS, zbog brojnih nepoznanica, zasniva na smernicama Svetske zdravstvene organizacije, koje treba da  posluže kao osnova za optimalno lečenje u jedinicama intenzivne nege kako bi se obezbedila najbolja moguća šansa za preživljavanje i omogućila primena pouzdanih i za sada istražnih terapijskih intervencija proisteklih iz randomizovanih kontrolisanih ispitivanja.
Lečenje dece i trudnica obolelih od kovida 19 za sada je ograničeno zbog malo podataka o kliničkoj prezentaciji bolesti kod ovih specifičnih populacija. Do sada je registrovan relativno mali broj slučajeva odojčadi koja su obolela od kovida 19 (sa uglavnom blagom kliničkom slikom bolesti). Kod  dece simptomi kovida 19 su obično manje ozbiljni nego kod odraslih (pretežno  dominiraju kašalj i groznica), mada je primećena i pojava koinfekcije. Takođe trenutno nije poznata razlika između kliničkih manifestacija kod trudnica obolelih od kovida 19 i ne-trudnica ili odraslih žena u reproduktivnom dobu. Trudne sa sumnjom ili potvrdom Kovid-19 treba lečiti potpornom terapijom  uzimajući u obzir imunološke lekove i sve moguće fiziološke adaptacije tokom i nakon trudnoće.

## Rano otkrivanje i trijaža
Rano otkrivanje i trijaža u pandemiji kovida 19 ima za cilj izolovanje svih pacijenata sa sumnjom na kovid 19 u prvim tačkama kontakta sa zdravstveni sistemom (poput hitne službe ili ambulante/klinike).
U uslovima pandemije kovida 19 pod određenim uslovima, treba imati uvek u vidu ovu bolest kao moguću etiologiju akutne respiratorne bolesti, jer se ona javlja kod većine pacijenata sa kovidom 19, u obliku akutne respiratorne insuficijencije tipa 1. Za takve pacijente od velike je važnosti rano prepoznavanje pogoršanja disanja i pravovremena odgovarajuća respiratorna podrška.
Pogoršanje disajnih funkcija kod pacijenata obolelih od kovida 19 može se prepoznati na osnovu sledećih znakova i simptoma:
- povećanja brzine disanja,
- nesposobnosti pacijenta da normalno govori u punim rečenicama,
- upotrebe  pomoćnih disajnih mišića,
- smanjenja nivoa kiseonika u krvi i
- povećanog zahteva za dodatnim kiseonikom.

Trijažu pacijenata u pandemiji Kovid-19 treba vršiti primenom standardizovani trijažnih instrumenata, kako bi izolacija i terapija bila  započeta na prvoj liniji zdravstvenog sistema. 
| Opservacija 1 | - Iako većina pacijenata sa kovidom19 ima nekomplikovanu ili blagu bolest (81%), kod nekih će se razviti težak oblik bolesti koja zahteva terapiju kiseonikom (14%) i u otprilike 5% slučajeva intenzivno lečenje u jedinicama intenzivne nege. - Kod kritično bolesnika, u većini slučajeva će biti potrebna mehanička ventilacija - Najčešća dijagnoza kod teških bolesnika sa kovidom 19 je teška upala pluća. |
| Opservacija 2 | - Rano prepoznavanje sumnjivih pacijenata omogućava pravovremeno započinjanje odgovarajućih IPC mera - Rano identifikacija osoba sa teškim oblicima bolestima, poput teške upale pluća , omogućava optimizovanu podržavajuću negu lečenje i sigurno, brzo upućivanje i prijem u određeno bolničko odeljenje ili jedinicu intenzivne nege u skladu sa institucionalnim ili nacionalnim protokolima |
| Opservacija 3 | - Stariji pacijenti i oni sa komorbiditetima, kao što su kardiovaskularne bolesti i dijabetes melitus, u povećanom su riziku od teškog oblika bolesti i smrtnosti. - Stariji pacijenti koji pokazuju blage simptome, i pored toga imaju visoki rizik od naglog pogoršanja i trebalo bi da budu primljen u određenu jedinicu radi pažljivog praćenja toka bolesti. |
| Opservacija 4 | - Za osobe sa blagim oblikom bolesti možda neće biti potrebna hospitalizacija, osim ako ne postoji sumnje za brzo pogoršanje ili ne postoji nemogućnost brzog povratka u bolnicu. - Kod takvih bolesnika prioritet treba dati izolaciji i zaustavljanju/ublažavanju mogućnosti prenosa virusa. - Sve takve pacijente trebalo bi uputiti na kućno lečenje ili u netradicionalne ustanove, prema lokalnim / regionalnim javnozdravstvenim protokolima za izolaciju u kućama ili u određenim improvizovanim kovid 19 bolnicama. |

## Definicije slučajeva obolelih od kovida 19

### Blagi oblik bolesti
U ovu grupu spadaju pacijenti sa nekomplikovanom virusnom infekcijom gornjih disajnih puteva, koji mogu imati sledeće specifične, retke i atipične simptome:
- nespecifični simptomi — groznica, umor, kašalj (sa ili bez stvaranja ispljuvaka), anoreksija, malaksalost, bolovi u mišićima, upaljeno grlo, dispneja, nazalna kongestija ili glavobolja.
- retki simptomi— dijareja, mučnina i povraćanje.[7][8][9][10]
- atipični simptomi — mogu se javiti kod starijih i imunosupresivnih bolesnika, ili kod trudnica

usled fizioloških adaptacije na trudnoća ili nepovoljnog toka u trudnoći. Ovi simptomi se mogu manifestovati u obliku dispneja, groznica, GI-simptoma ili umora, i mogu se preklapati sa drugim simptomima Kovid-19.

### Upala pluća
- Odrasli sa pneumonijom, ali bez znakova teške upale pluća nemaju potrebu za dodatnim kiseonikom.
- Dete sa blažom pneumonijom koja ima kašalj ili otežano disanje + ubrzano disanje (iskazano brojem udisaja/min): nema znakova teške upale pluća, ako je kod deteta: < 2 meseca: ≥ 60; < 2–11 meseci: ≥ 50; 1-5 godina: ≥ 40.

### Ozbiljna upala pluća
- Adolescenti ili odrasli: groznica ili sumnja na respiratornu infekciju, plus jedna od sledećih: respiratorna stopa > 30 udisaja/min; teški respiratorni distres; ili SpO2 ≤ 93% na sobnom vazduhu
- Dete sa kašljem ili poteškoćama u disanju, plus bar jedan od sledećih simptoma: centralna cijanoza ili SpO2 <90%; ozbiljne respiratorne tegobe (npr. groktanje, veoma ozbiljno grčenje u grudima); znakovi upale pluća sa opštim znacima opasnosti: nemogućnost dojenja ili pijenja, letargija ili nesvestica ili konvulzije (15).
- Mogu se javiti i drugi znakovi prisutne upale pluća: deformacija grudi, brzo disanje (sa brojem udisaja / min) kod dece: < 2 meseca: ≥ 60; 2–11 meseci: ≥ 50; 1–5 godina: ≥ 40.[11]
- Dok se dijagnoza može postaviti na osnovu kliničkog nalaza; snimanje grudnog koša može identifikovati ili isključiti neke plućne komplikacije.

### Akutni respiratorni distres sindrom (ARDS)[12][13][14]
Akutni respiratorni distres sindrom (ARDS) ili sindrom akutnog plućnog edema klinički je sindrom akutne respiratorne insuficijencije, koji nastaje usled oštećenja parenhima pluća. Manifestuje se obostranim plućnim infiltratom, teškom i refrakternom hipoksemijom i dispnejom, zbog redukcije plućne komplijanse.
- Početak bolesti je u roku od jedne nedelje od poznate kliničke slike ili novih ili pogoršavajućih respiratornih simptoma.
- Slika grudnog koša: radiografija, CT ili ultrazvuk pluća, na kojoj se uočava obostrana neprozirnost, koja nije u potpunosti objašnjena obimom preopterećenja, i koja je praćena kolapsom lobusa pluća ili pluća u celini ili pojavom kvržica (nodusa).
- Poreklo plućnih infiltrata i respiratorna insuficijencija nije u potpunosti objašnjena srčanom insuficijencijom ili preopterećenjem tečnostima. Potrebna je objektivna procena (npr ehokardiografija) da bi se isključio hidrostatski uzrok infiltrata/edema ako nema podataka o faktorima rizika.

Poremećaj oksigenacije kod odraslih
- Blag ARDS: 200 mmHg <PaO2/FiO2 a ≤ 300 mmHg (sa PEEP ili CPAP ≥ 5 cmH2O, bez ventilacije)
- Umereno ARDS: 100 mmHg < PaO2 / FiO2 ≤ 200 mmHg (sa PEEP ≥ 5 cmH2O, ili bez ventilacije)
- Teški ARDS: PaO2 / FiO2 ≤ 100 mmHg (sa PEEP ≥ 5 cmH2O, ili bez ventilacije)
- Kad PaO2 nije dostupan, SpO2 / FiO2 ≤ 315 predlaže ARDS (uključujući ne-ventilirane pacijente).

Poremećaj oksigenacije kod dece
Za tu namenu koristi se metrika na bazi PaO2 uvek kada je dostupna. Ako PaO2 nije dostupan, odbiti FiO2 da bi održao SpO2 ≤ 97% do izračunavanja odnosa OSI ili SpO2/FiO2: u kome je  OI — Indeks oksigenacije a OSI — Indeks oksigenacije pomoću SpO2.
- Bilevel (NIV ili CPAP) ≥ 5 cmH2O preko maske za potpuno lice: PaO2/FiO2 ≤ 300 mmHg ili SpO2 / FiO2 ≤ 264
- Blagi ARDS (invazivno ventilirani): 4 ≤ OI < 8 ili 5 ≤ OSI <7.5
- Umereni ARDS (invazivno ventiliran): 8 ≤ OI < 16 ili 7,5 ≤ OSI <12,3
- Teški oblik ARDS (invazivno ventilirani): OI ≥ 16 ili OSI ≥ 12.3.

### Sepsa[3][4]
Odrasli
- Životno opasna disfunkcija organa nastala usled disreguliranog odgovora domaćina na sumnju ili dokazanu infekciju.
- Znaci disfunkcije organa uključuju: izmenjen mentalni status, teško ili brzo disanje, niska zasićenost kiseonikom, smanjena količina mokraće,[3][16] ubrzan rad srca, slab puls, hladni ekstremiteti ili nizak krvni pritisak, mrlje po koži ili laboratorijski dokazi koagulopatije, trombocitopenije, acidoze, visokog laktata ili hiperbilirubinemije.

Deca
- Sumnja ili dokazana infekcija i ≥ 2 kriterijuma sindroma sistemskog inflamatornog odgovora zasnovana na starosnoj dobi, od kojih jedna mora biti povišena telesna temperatura ili povišen broj belih krvnih zrnaca.

### Septički šok[3][4]
Odrasliperzistentna hipotenzija uprkos reanimaciji volumena, zahtevaju primenu vazopresora da održavaju MAP MAP ≥ 65 mmHg i nivo laktata u serumu> 2 mmol / L.
Decahipotenzija (SBP <5. centila ili> 2 SD ispod normale za starosnu dob) ili dve ili tri od sledećeg: izmenjena umno stanje; tahikardija ili bradikardija (HR <90 bpm ili> 160 bpm kod novorođenčadi i HR <70 bpm ili> 150 bpm u deca); dugotrajno punjenje kapilara (> 2 sec) ili slabi puls; tahipneja; mrljasta ili hladna koža ili petehijalna ili purpurna koža osip; povećani laktat; oligurija; hipertermija ili hipotermija.

## Lečenje  blagih oblika kovida 19: simptomatsko lečenje i praćenje
Pacijentima sa blagim oblikom bolesti nije potrebno bolničko lečenje, ali je neophodna njihova socijalna izolacija  u skladu sa nacionalnom strategijom i resursima zdravstvenog sistema određene države, da bi se zaustavilo dalje širenje virus.
Ovim pacijentima treba obezbediti simptomatsko lečenje, poput antipiretika zbog povišene temperature,
Takođe pacijente sa blagim oblikom kovida19 treba savetovati da  prate eventualni razvoj simptoma i znakova bolesti i po potrebi odmah potraže hitnu pomoć putem nacionalnih sistema za obaveštavanje

## Lečenje teškog oblika kovida 19: terapija kiseonikom i monitoring
Lečenje dodatnim kiseonikom treba odmah primeniti kod pacijentima sa teškom akutnom respiratornom infekcijoim (akronim SARI eng. severe acute respiratory infection i respiratornim tegobama, hipoksemijom ili šokom i ciljanom  perifernuom kapilarnom saturacijuom (zasićenjem) kiseonikom, skraćeno SpO2 > 94% (uz nprestano praćene SpO2 upotrebom pulsnog oksimetra).
Lečenje  kiseoničkom treba započeti protokom od 5 L / min a potom brzinu protoka povećavati kako bi se dostigoa ciljani SpO2 ≥ 93% tokom reanimacije. Kiseonik se daje  preko  kiseoničke maske za lice sa rezervoaraom (pri 10–15 L / min) ako je pacijent u kritičnom stanju.
Sve vreme terapije kiseonikom sprovoditi monitoring (praćenje) pacijenta  zbog mogućih znakova kliničkog pogoršanja, kao što su nagla progresivna respiratorna insuficijencija i sepsa i odmah reagovati suporativnom terapijom.

## Lečenje teškog oblika kovida 19: lečenje koinfekcija
Primena empirijskih antimikrobnih lekova je obavezna za lečenje svih verovatnih patogena koji prouzrokuju SARI i sepsu što je pre moguće, odnosno u roku od jednog časa od  inicijalne procene da  se kod pacijenta razvila sepsa.
Empirijski antibiotski tretman treba da se zasniva na:
- kliničkoj dijagnozi (vanbolnička pneumonija, pneumonija povezana sa zdravstvenom zaštitom (ako je infekcija stečena u zdravstvenoj ustanovi) ili sepsa),
- lokalnim epidemiološkim saznanjima i podacima o osetljivosti i patogena,
- nacionalnim smernicama za lečenje.[3]

Empirijska terapija treba de eskalirati na osnovu rezultata mikrobiologije i kliničke procene.

## Lečenje kritičnih bolesti i kovida 19: prevencija komplikacija
Sprovođenje mera i postupaka koji imaju za cilj da  sprečite komplikacije povezane sa kritičnom bolešću, zasnivaju se pre svega na lečenju zasnovane na lečenju sepse  ili drugim smernicama  i uglavnom su ograničene na izvedive preporuke zasnovane na visokokvalitetnim dokazima. Ove mere prikazane su u ovoj tabeli:
| Očekivani ishod                                                                   | Intervencija |
| --------------------------------------------------------------------------------- | --- |
| Smanjiti broj dana invazivne mehaničke ventilacije                                | - Oralna intubacija je poželjnija od nazalne intubacije kod adolescenata i odraslih - Držite pacijenta u polusedećem položaju (visina glave od podloge 30° do 45°) - Koristiti zatvoreni sistem usisavanja; uz povremeno uklanjanje kondenzata - Koristite novi sistem ventilatora za svakog pacijenta posebno; jednom kada se pacijent ventiliše, promenite krug ako je zaprljan ili oštećen - Promenite izmenjivač vlage i toplote kada ne radi, kada je zaprljan ili na svakih 5–7 dana |
| Smanjiti učestalosti venskih tromboembolija                                       | - Koristiti farmakološku profilaksu (heparin male molekulske težine [poželjno ako je dostupan] ili heparin 5.000 jedinice potkožno dva puta dnevno) kod adolescenata i odraslih bez kontraindikacija. - Za one sa kontraindikacijom, koristiti mehaničku profilaksu (prekidajuće pneumatske kompresije) |
| Smanjiti učestalost primene katetera za krvotok                                   | - Koristite kontrolnu listu sa završetkom verifikovanim od strane posmatrača u realnom vremenu kao podsetnik za svaki korak potreban za sterilno umetanje i kao svakodnevni podsetnik za uklanjanje katetera ako više nije potreban |
| Smanjiti učestalost dekubitusa                                                    | - Pacijenta okretati svaka 2 sata |
| Smanjite učestalost pojave čira izazvanog stresom i gastrointestinalnog krvarenje | - Primeniti ranu enteralnu ishranu (u roku od 24–48 sati od prijema) - Administrirati blokatore histamin-2 receptora ili inhibitore protonske pumpe kod pacijenata sa faktorima rizika za GI krvarenje. - Faktori rizika za pojavu krvarenje iz GI uključuju mehaničku ventilaciju u trajanju od ≥ 48 sati, koagulopatiju, renu supstitucionu terapiju, bolest jetre, više komorbiditeta i veći stepen insuficijencije organa.                                                             |

## Literatura
- Clinical management of severe acute respiratory infection when MERS-CoV infection is suspected (WHO, 2019). Pristupljeno: 9.7.2020
- Dragana Milutinović, Branimirka Aranđelović, Gordana Repić, Pulsna oksimetrija – Klinička primena i ograničenja Inspirijum 2015. UDK: 616.15-008.7-072:546.21

## Spoljašnje veze
|  | Molimo Vas, obratite pažnju na važno upozorenje u vezi sa temama iz oblasti medicine (zdravlja). |